# Guadalcanal (provincie)
Guadalcanal is de grootste provincie van de Salomonseilanden. De hoofdstad is Honiara, die echter geen deel uitmaakt van de provincie maar een apart territorium vormt. De originele naam van de provincie was Wadi-al-Canar, naar de geboorteplaats van de Spaanse ontdekker die het eiland voor het eerst zag. De provincie heeft een hoofdeiland, Guadalcanal en enkele (zeer) kleine eilandjes zoals Nughu, Marapa en Rua Sura.